# Quincy-Landzécourt
Quincy-Landzécourt is een gemeente in het Franse departement Meuse (regio Grand Est) en telt 161 inwoners (1999). De plaats maakt deel uit van het arrondissement Verdun. Het plaatsje ligt aan de Loison, die de voormalige dorpen Landzécourt en Quincy-sur-Loison van elkaar scheidt.

## Geografie
| Aangrenzende gemeenten | Aangrenzende gemeenten | Aangrenzende gemeenten | Aangrenzende gemeenten | Aangrenzende gemeenten |
| ---------------------- | ---------------------- | ---------------------- | ---------------------- | ---------------------- |
| Brouennes              |                        | Chauvency-le-Château   |                        | Vigneul-sous-Montmédy  |
|                        |                        |                        |                        |                        |
| Baâlon                 | Han-lès-Juvigny        |                        |                        |                        |
|                        |                        |                        |                        |                        |
|                        |                        |                        |                        | Juvigny-sur-Loison     |

De onderstaande kaart toont de ligging van Quincy-Landzécourt met de belangrijkste infrastructuur en aangrenzende gemeenten.

## Demografie
Onderstaande figuur toont het verloop van het inwonertal (bron: INSEE-tellingen).